# Łęczycki
Łęczycki là một huyện thuộc tỉnh Łódzkie của Ba Lan. Huyện có diện tích 773 km². Đến ngày 1 tháng 1 năm 2011, dân số của huyện là 52113 người và mật độ 67 người/km².